# 志玄安乐经

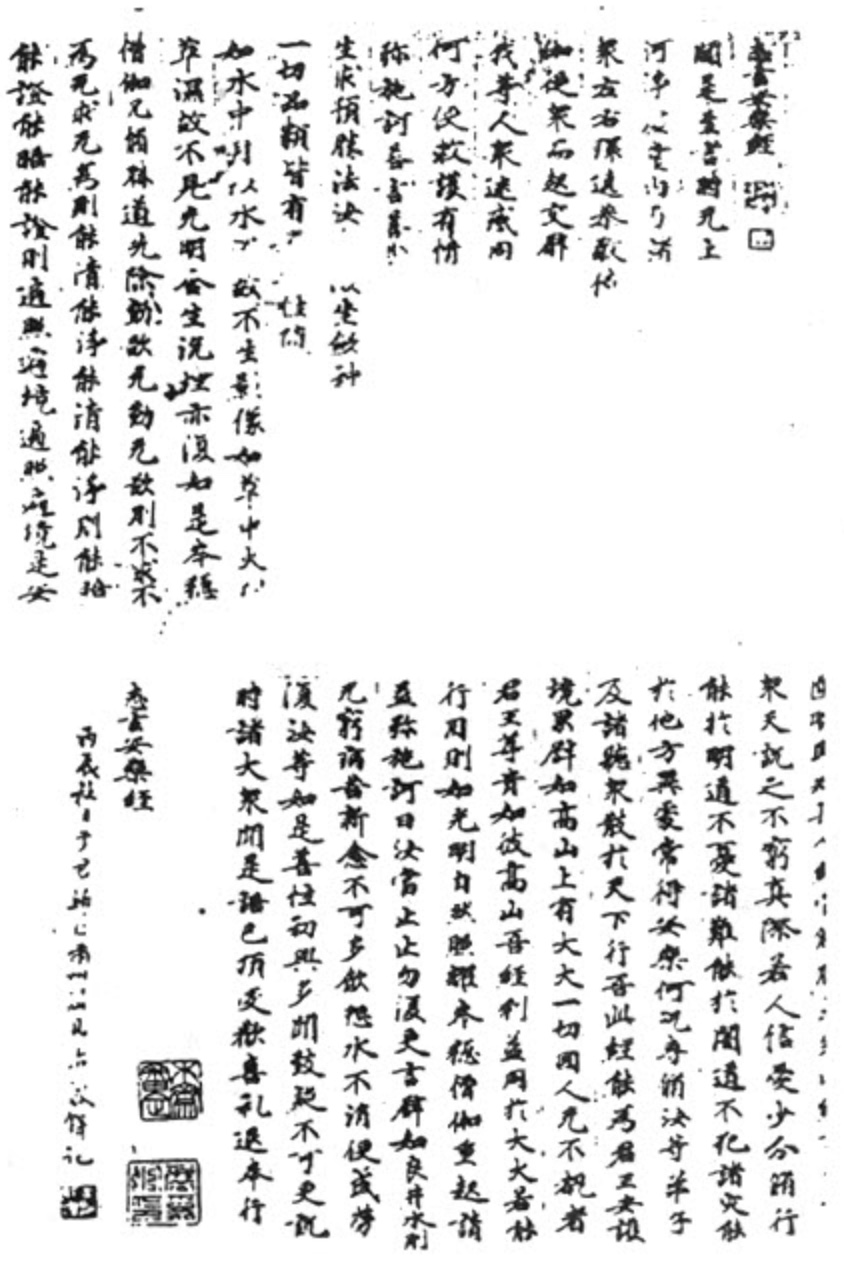
《志玄安樂經》寫本之首尾照片

敦煌文獻《志玄安乐经》，是景净翻译的景教文献的晚唐抄本，最初為藏書家李盛鐸私藏，後被賣給日本人，直至1958年方有寫本的首尾局部照片披露，今归日本大阪市杏雨書屋收藏。
羽田亨曾在《景教經典志玄安樂經考釋》一文中對該寫本的外觀作過一番描述：「此經典有如敦煌出土的諸多經卷一樣，寫於黃麻紙上，上下和行間施以細欄。首行與第一百五十九行，即末行，如前所述，題有『志玄安樂經』，首尾完結，惟始端十行下半部殘缺。字體異於《一神論》和《序聽迷詩所經》，與之相比，稍硬而粗，毋寧說是近於《三威蒙度讚》者。……書寫之字體殆屬晚唐時期無誤。」
《志經》内容是教人求得安乐的方法：
| “ | 是故我言，无欲无为，无德无证，如是四法，不炫己，能离言说，柔下无忍，潜运大悲，人民无无边欲，令度尽于诸法中，而获最胜，故名安乐道…… | ” |

| “ | 无动无欲，则不求不为。无求无为，则能清能净。能清能净，则能晤能正。能晤能证，则遍照遍境。遍照遍境，是安乐缘 | ” |

| “ | 云何名为十种观法？一者观诸人间，肉身性命积渐衰老，无不灭亡；二者观诸人间，亲爱眷属，终当离拆，难保会同；三观诸人间，高大尊贵，荣华兴盛，终不常居；…… | ” |

日本学者羽田亨认为《志玄安乐经》的思想和《道德经》相似，而体制又类似佛经，乃是景教在中国流行后受到佛教和道教影响下的产物。

## 流行文化
電視劇《長安十二時辰》第21集中，景教教士伊斯（伊利多斯飾）在死去的景僧前誦唸《志玄安樂經》。